# Jacques Rosselin
« Rosselin » redirige ici. Pour l’article homophone, voir Roscelin.
Jacques Rosselin se définit comme un « ingénieur médias ». Il a fondé plusieurs médias d'information : Courrier International, CanalWeb, Vendredi.

## Biographie
Après des études aux lycées Paul-Valéry et Louis-le-Grand, Jacques Rosselin intègre l'École centrale Paris (promotion 1981) et Sciences Po (promotion 1982). 
Il commence sa carrière en septembre 1981 comme journaliste chez A.Jour, un éditeur de presse spécialisée dans des lettres confidentielles sur les nouvelles technologies de l'information (Infotecture notamment). 
Il est ensuite recruté par Bernard Cassen en mars 1982, sur les conseils d’un de ses confrères d’A.Jour, Maurice Ronai, à la Mission interministérielle de l’information scientifique et technique (MIDIST) , comme chargé de mission responsable du développement des banques de données françaises, notamment dans le secteur de la technologie et de la santé. À ce titre, il est représentant français dans plusieurs comités spécialisés de la DGXIII de la Commission des communautés européennes, comme le CIDST. 
En 1985, avec Jean-Michel Boissier et Maurice Ronai, il fonde l'association Priorité à gauche et participe à la campagne des élections législatives de 1986.
Il devient ensuite consultant indépendant en janvier 1986 dans le secteur du vidéotex (« télématique » disait-on à l’époque), et travaille pour plusieurs entreprises et groupes de presse. Il fonde la même année le Videotex Design Group, avec Daniel Kaplan (FING), Gilles Katz (à l’époque directeur de la télématique de Libération) et Joshua Harris (fondateur de Pseudo.com), afin d'exporter le savoir-faire français dans le domaine de la télématique aux États-Unis. 
En septembre 1987, il a l'idée, avec Maurice Ronai, de créer Courrier international. Il réunit une équipe autour de ce projet, avec deux autres cofondateurs du journal, Hervé Lavergne et Jean-Michel Boissier. Après de longs mois de recherche de financement, soutenu par le journal Sud-Ouest, le président de Télémarket, Christian Marchandise et un groupe de 70 actionnaires fondateurs, parents et amis, il finit par lancer le journal en novembre 1990, grâce à deux investisseurs, Pierre Bergé et la Société générale de Belgique, représenté par Guy de Wouters. Il en est le directeur jusqu'à février 1995, quelques mois après sa reprise par la Générale Occidentale (L'Express - Le Point), filiale d'Alcatel. 
Il tente ensuite deux autres aventures dans la presse, cette fois sans succès : la création d'un journal du dimanche, Le Temps du dimanche, puis le rachat du Nouvel Économiste en juillet 1996. 
En septembre 1997, avec l’ex-patron d’A.Jour, François de Valence, il fonde une lettre d'information sur la web-TV (Canalweb), dans la perspective de lancer le premier opérateur européen de télévision sur le Net. CanalWeb est créé quelques mois plus tard, grâce aux mêmes actionnaires fondateurs que Courrier international. CanalWeb, pionnier européen de la web-TV, se développe rapidement, au rythme de la bulle Internet, emploie jusqu'à 120 personnes et crée plusieurs filiales en France et à l'étranger dont TVBourse.net avec la Société française de bourse et TVWeb-Régions, avec les grands journaux de la PQR.  
CanalWeb explose quelques mois après la bulle Internet, en avril 2002 et dépose hélas son bilan. 
En mai 2003, avec Emmanuel des Moutis, un camarade de promotion, Jacques Rosselin fonde Antennes locales, une société de développement de télévision locale s'inspirant du modèle low cost de TVWeb-Régions, filiale télévisions locales de CanalWeb. Soutenue dès l’origine par Pierre Bergé, puis par le Groupe Hersant Média, elle développe 7 télévisions locales à Grenoble, Troyes, Strasbourg, Nîmes, Orléans, Caen et Paris. Antennes locales est cédée en totalité au groupe Hersant en novembre 2007. 
Avec les fonds, il crée, toujours avec Emmanuel des Moutis, l'hebdomadaire Vendredi, qui est lancé le 17 octobre 2008. Il publiera 29 numéros, jusqu'en juin 2009. Le concept est dérivé de celui de Courrier International : il s’agit de proposer chaque semaine une sélection du meilleur de ce qui se publie sur le Net (blogs, sites d'information).
En 2010, il travaille au côté de Pierre Bergé et de ses partenaires, Matthieu Pigasse et Xavier Niel dans le cadre du rachat du journal Le Monde. Puis, à partir de novembre 2010, s'est consacré au développement de médias locaux (numérique, presse et télévision) aux côtés du groupe Médias du Sud, fondé par Christophe Musset.
En juin 2011, il est recruté au poste de directeur de la rédaction du quotidien économique et financier La Tribune. Le quotidien, à court d'argent et d'investisseurs, dépose le bilan en décembre 2011. Il boucle le dernier numéro du quotidien papier qui sortira le lundi 30 janvier 2012. Il reste directeur de la rédaction de la Tribune jusqu'en avril.
Depuis septembre 2015, il est directeur de l'école française du journalisme (EFJ) de Paris, qu'il a fait basculer vers les nouveaux métiers de l'information comme le journalisme de données, le mobile journalism, le code. Soutenu par la direction du groupe EDH, propriétaire de l'école (ainsi que de l'EFAP et d'ICART), il a impulsé, au sein de l'école, la création d'une newsroom 100% numérique et d'un studio audio-vidéo que les étudiants de l'EFJ utilisent durant les cours ou en accès libre.
Il est également associé au Global Editors Network, l'association mondiale des rédacteurs en chef et conseille des dirigeants de médias et travaille au développement de plusieurs projets dans ce secteur.
En 2024, Jacques Rosselin est nommé secrétaire général de Whynot Medias, la holding qui gère les investissements en presse du patron de la CMA CGM, Rodolphe Saadé.